# 菅名村
菅名村（すがなむら）は、かつて新潟県中蒲原郡にあった村。

## 沿革
- 1889年（明治22年）4月1日 - 町村制施行に伴い中蒲原郡石曽根村、千原村、町屋村、今泉村、木越村が合併し、菅名村が発足。
- 1955年（昭和30年）3月31日 - 村域を二分割し、大字石曽根、千原、木越（一部）は、中蒲原郡村松町、大蒲原村、川内村、十全村と合併し村松町を新設。大字今泉、町屋、木越（一部）は五泉市に編入され消滅。